# Chrysler Sunbeam
Pour les articles homonymes, voir Sunbeam-Talbot, Sunbeam Alpine et Sunbeam.
 (avril 2023).
Si vous disposez d'ouvrages ou d'articles de référence ou si vous connaissez des sites web de qualité traitant du thème abordé ici, merci de compléter l'article en donnant les références utiles à sa vérifiabilité et en les liant à la section « Notes et références ».
La Chrysler Sunbeam est une petite berline compacte à trois portes fabriquée par Chrysler Europe dans l'ancienne usine du groupe Rootes à Linwood en Écosse, de 1977 à 1981. Le développement de la Sunbeam a été financé par une subvention du gouvernement britannique dans le but de maintenir l'usine de Linwood en marche, et la petite voiture était basée sur la plus grande Hillman Avenger, également fabriquée là-bas.
Après le rachat des activités européennes de Chrysler par PSA, le modèle a été renommé Talbot Sunbeam et a continué sa production jusqu'en 1981. Une version Talbot Lotus Sunbeam a réussi en rallye et a remporté le titre constructeurs du Championnat du monde des rallyes pour Talbot en 1981.

## Contexte
Au milieu des années 1970, l'industrie automobile britannique était en crise, entachée par une mauvaise gestion, des grèves fréquentes et une baisse de la compétitivité par rapport aux constructeurs automobiles japonais de plus en plus prospères. La crise a fait des ravages sur Chrysler UK, qui était le nom donné à l'ancien groupe Rootes après son rachat par la société américaine Chrysler Corporation. En particulier, l'installation de Linwood générait des pertes pour de nombreuses raisons.
En 1975, le tristement célèbre rapport Ryder a conduit à la nationalisation effective du principal concurrent de Chrysler UK, British Leyland. La direction de Chrysler a donc décidé que la société devrait également bénéficier d'aides d'État et a fait pression sur le gouvernement en menaçant de fermer les opérations au Royaume-Uni. Le gouvernement a accepté une subvention de l'État d'un montant de 55 000 000 £ pour financer le développement d'une petite voiture, qui sera développée dans les installations de Chrysler au Royaume-Uni et fabriquée à Linwood.

## Développement
Le développement de la nouvelle voiture a commencé en janvier 1976, sous le nom de code Project R424. Le côté technique était la responsabilité de l'équipe d'ingénierie de Ryton, tandis que le style était la responsabilité du studio de design Whitley de Chrysler à Coventry, dirigé par Roy Axe (qui a quitté le Royaume-Uni pour le siège de Chrysler aux États-Unis avant le lancement de la voiture). De nombreuses contraintes, telles qu'un calendrier très serré, un faible budget et la nécessité d'utiliser autant de composants britanniques que possible, ont conduit à la décision d'utiliser l'Hillman Avenger à traction arrière comme base pour le nouveau véhicule, plutôt que les constructions à traction avant plus branché de la filiale française de Chrysler, Simca. Contrairement aux modèles Horizon et Alpine plus grands lancés par Chrysler du milieu à la fin des années 1970, la Sunbeam n'a jamais été vendue en France en tant que Simca. Bien qu'elle soit destinée à la classe de taille compacte, les fondements de la Sunbeam Avenger signifiaient qu'elle était légèrement plus grande que ses rivaux prévues et chevauchait le modèle Horizon. Pour cette raison, la Sunbeam n'était disponible qu'en tant que dérivée à trois portes.
Baser la voiture sur la plate-forme de l'Avenger a non seulement permis à la voiture d'utiliser autant de composants existants que possible, mais aussi de la mettre en production à Linwood rapidement et pour un investissement minimal. L'empattement de l'Avenger a été raccourci de 76 mm, et certaines modifications ont été apportées pour accueillir le moteur, dérivé de Coventry Climax, de 928 cm3, une version agrandie de l'unité de 875 cm3 utilisée dans l'Hillman Imp à moteur arrière, également fabriquée à Linwood. En dehors de cela, la plupart des composants étaient identiques à ceux de l'Avenger,. La voiture a pris le volant et le boîtier d'instruments de la Simca 1307 / Chrysler Alpine, récemment récompensée.
À l'extérieur, à l'exception des portes, qui étaient directement issues de l'Avenger à deux portes, la R424 a reçu une toute nouvelle carrosserie, très en phase avec le nouveau style angulaire "international" de Chrysler, conçu par Axe, qui a d'abord été présenté avec les débuts de la Simca 1307 / Chrysler Alpine de 1975, et a ensuite été également représenté par la Simca / Chrysler Horizon de 1977 (projet C2). Cela a assuré que la R424 s'intègre bien avec la nouvelle gamme Chrysler et est apparue comme assez moderne. Néanmoins, une contrainte dans le processus de développement a fait des ravages sur l'apparence initiale de la voiture - comme les phares de la C2 (Horizon) n'étaient pas disponibles au moment prévu pour le lancement de la R424, la petite voiture a reçu les lampes de l'Hillman Avenger, qui nécessitait un montage encastré caractéristique dans le carénage avant. La version GLS avait un toit en vinyle en standard.
Il n'y avait qu'un seul style de carrosserie pour la Sunbeam, celui d'un hayon à trois portes. La voiture était littéralement une berline avec un hayon arrière, avec la trappe arrière formée d'un seul morceau de verre comme vu précédemment sur l'Hillman Imp. Cela nécessitait un seuil arrière élevé pour assurer une certaine rigidité structurelle et qui, par conséquent, rendait le chargement et le déchargement des bagages plutôt difficiles. Bien que ce soit une belle voiture aux lignes modernes et épurées, le compartiment à bagages délicat et le manque de carrosseries alternatives - le raisonnement étant que la gamme Avenger offrait déjà des variantes berline et break - a finalement compromis l'attrait de la voiture sur le marché britannique. La principale concurrente de la Sunbeam au Royaume-Uni, la Vauxhall Chevette, était produite dans différents styles de carrosserie, des berlines deux et quatre portes et un break, pour répondre à un plus large éventail de clients.
Côté intérieur, la version "GL" a été la première voiture à arborer le tissu "fusionné" avec imprimé Cambrelle sur les sièges. Ceux-ci étaient considérés comme similaires à ceux de l'Avenger dans leur confort.
Jusqu'au lancement de la R424, la plupart des produits Chrysler UK étaient vendus sur les marchés d'exportation sous la marque Sunbeam de l'ancien groupe Rootes. Chrysler, cependant, s'efforçait de réduire la palette de la marque Rootes (qui à cette époque n'existait que par le biais de l'ingénierie des badges) et d'introduire une image paneuropéenne en utilisant la marque Chrysler comme la seule pour toute la gamme. Le résultat fut de nommer la voiture, "Chrysler Sunbeam", et la marque Sunbeam a été abandonnée, avec les autres modèles du groupe Rootes également rebaptisés Chrysler en 1976.
| Capacité     | 927–2 172 cm3                  |
| Puissance    | 42-155 ch (31-116 kW)          |
| Vitesse max. | 128-200 km/h                   |
| Accélération | 0-100 km/h : 22,2-8,3 secondes |

## Lancement
Après une période de développement remarquablement courte de 19 mois, la Chrysler Sunbeam a été lancée le 23 juillet 1977, avec un accueil plutôt positif de la presse automobile britannique. Dans une campagne publicitaire, Petula Clark a chanté "... mettez une Chrysler Sunbeam dans votre vie". Il y avait initialement trois tailles de moteur; 0,9, 1,3 et 1,6 litre, et trois niveaux de finition disponibles - "LS" de base, "GL" mieux équipée et la "S" plus cher. Pour réduire la concurrence interne, les versions plus basiques des Avenger à deux portes ont été abandonnées en même temps sur le marché britannique, et la Chrysler Horizon n'était disponible qu'en version cinq portes. La Sunbeam s'est bien vendue, mais n'a pas été un succès fulgurant.
Malgré la capacité de maintenir à flot les affaires britanniques, Chrysler faisait toujours des pertes en Europe et aux États-Unis et, face à la possibilité d'une faillite complète, a décidé de vendre Chrysler Europe à PSA. La société française a pris le contrôle de l'ancienne Chrysler Europe à compter du 1er janvier 1979 et, au cours de l'année, a annoncé que tous les anciens produits Chrysler Europe seraient renommés Talbot à partir du 1er août 1979. La Sunbeam a simplement été rebadgée dans le sens le plus strict du mot, avec l'insigne Chrysler sur le capot remplacé par celui qui disait "Talbot", mais en conservant sa calandre avec un pentastar Chrysler proéminent jusqu'en 1981.

## Sunbeam Ti et Lotus Sunbeam
Afin de dynamiser l'image de la Sunbeam, une version "hot hatch" de la Sunbeam a été lancée au British International Motor Show et au Mondial de l'Automobile de Paris en 1978, appelée "Sunbeam Ti". En vente au Royaume-Uni à partir de juin 1979 au prix de 3 779 £, elle était basée sur l'ancienne Avenger Tiger (elle-même originaire de la Sunbeam Tiger), une version sportive de l'Avenger. Le moteur de 1,6 litre (1 598 cm3) équipait la Sunbeam avec deux carburateurs Weber et délivrait 100 ch (75 kW; 101 ch). Elle comportait une peinture et un kit carrosserie sportif à deux tons et était très axée sur le sport, dépouillée de l'équipement qui aurait compromis ses performances (et son image). Elle s'est avérée très populaire auprès des critiques et des passionnés, et a contribué à souligner les avantages de la propulsion de la Sunbeam par rapport à ses rivales à traction avant, plus à la mode et spacieuses.
Chrysler avait également chargé le constructeur de voitures de sport et la société d'ingénierie Lotus de développer une version strictement rallye de la Sunbeam. Le résultat, la "Lotus Sunbeam", était basée sur la Sunbeam GLS 1.6, mais équipée d'une suspension plus rigide, d'une barre anti-roulis plus grande et d'un tunnel de transmission plus grand. Le groupe moto-propulseur comprenait une version agrandie à 2 172 cm3 du moteur Lotus 907 de 1 973 cm3, un moteur quatre cylindres incliné à 16 soupapes (la version Sunbeam étant de type 911, similaire à la "Lotus 912"), avec une boîte de vitesses ZF, tous deux montés dans la voiture à Ludham Airfield, près de l'usine Lotus à Hethel, Norfolk, où les voitures presque complètes été expédiées depuis Linwood. L'inspection finale avait lieu à Stoke, Coventry. En version route, le moteur de type 911 produisait 150 ch (112 kW; 152 ch) à 5 750 tr/min et 203 N m de couple à 4 500 tr/min. Pour répondre aux besoins des rallyes, une version poussée à 250 ch (186 kW; 253 PS) a été réalisée.
La Lotus Sunbeam a été dévoilée au Salon de Genève en avril 1979, mais la version routière de la voiture de rallye n'était prête à être livrée au public qu'après le changement de marque, et est ainsi devenue la "Talbot Lotus Sunbeam". Au début, celle-ci était principalement produite en noir et argent, bien que des modèles ultérieurs aient ensuite été livrés avec la robe bleu pierre de lune et argent (ou noir). La voiture a non seulement connu des revues de presse enthousiastes, mais aussi beaucoup de succès dans le championnat du monde des rallyes - en 1980, Henri Toivonen a remporté le 29e rallye Lombard RAC dans celle-ci, et, en 1981, la Lotus Sunbeam a remporté le championnat du monde des rallyes constructeur pour Talbot.

### Palmarès sportif en rallyes

#### Titres
Constructeur Champion 
|      |                      |  |  |  |  |  |  |  |  |
| 1981 | Talbot Sunbeam Lotus |  |  |  |  |  |  |  |  |

Pilote Vice-champion 
|      |               |           |  |  |  |  |  |  |  |
| 1981 | Guy Fréquelin | Jean Todt |  |  |  |  |  |  |  |

## L'ère Talbot
Après le rachat, PSA a décidé que le maintien de Linwood resterait non rentable à long terme et que l'installation devait être fermée. Cela signifiait également la fin des gammes Avenger et Sunbeam. La Sunbeam chevauchait également en taille avec la Chrysler Horizon basée sur une Simca, tandis que l'Avenger, sur laquelle était basée la Sunbeam, se chevauchait avec la Peugeot 305, lancée comme l'Horizon en 1977 et également à traction avant. La décision était donc tout à fait raisonnable, étant donné l'âge avancé des anciennes et le fait que la "C2-short", en développement, devait être lancée. Même si le programme C2-short a finalement été abandonné, PSA a préparé sa propre version, la Talbot Samba (basée sur sa propre compacte à traction avant de PSA, la Peugeot 104). La Samba a été lancée en 1981, signifiant le moment où la Sunbeam devait tirer sa révérence,.
Même si la fin était imminente, la Sunbeam s'est néanmoins vu offrir un relifting pour sa dernière année modèle en 1981, gagnant enfin des phares affleurants et avec une toute nouvelle extrémité avant, avec le logo Talbot au lieu du pentastar de Chrysler, ce qui lui donnait un aspect conforme à la nouvelle gamme Talbot. En cinq années de production (1977-1981), environ 200 000 Sunbeam ont été fabriquées.